# WWE Payback (2017)
WWE Payback 2017 war eine Wrestling-Veranstaltung der WWE, die als Pay-per-View und auf dem WWE Network ausgestrahlt wurde. Sie fand am 30. April 2017 im SAP Center in San José, Kalifornien, Vereinigte Staaten statt. Es war die fünfte Austragung von Payback seit 2013. Zum ersten Mal fand sie in Kalifornien und damit auch in San José und im SAP Center statt.

## Hintergrund
Im Vorfeld der Veranstaltung wurden acht Matches angesetzt, davon eines für die Pre-Show. Diese resultierten aus den Storylines, die in den Wochen vor Payback bei Raw und, bedingt durch den Superstar Shake-up am 10. und 11. April 2017, auch bei SmackDown Live, zwei der wöchentlichen Shows der WWE, gezeigt wurden. Als Hauptkampf wurde ein Singles-Match zwischen Roman Reigns und Braun Strowman angesetzt. Beide trafen bereits bei Fastlane am 5. März 2017 aufeinander, als Reigns Strowman besiegen konnte.

## Ergebnisse
| Matchart                                            |                                              |               |                              | Zeit  |
| --------------------------------------------------- | -------------------------------------------- | ------------- | ---------------------------- | ----- |
| Tag-Team-Match (Pre-Show-Match)                     | Big Cass & Enzo Amore                        | bes.          | Karl Anderson & Luke Gallows | 06:35 |
| Singles-Match um die WWE United States Championship | Chris Jericho                                | bes.          | Kevin Owens (C)              | 14:01 |
| Singles-Match um die WWE Cruiserweight Championship | Austin Aries                                 | bes. durch DQ | Neville (C)                  | 11:18 |
| Tag-Team-Match um die WWE Raw Tag Team Championship | The Hardy Boyz (Jeff Hardy & Matt Hardy) (C) | bes.          | Cesaro & Sheamus             | 12:43 |
| Singles-Match um die WWE Raw Women’s Championship   | Alexa Bliss                                  | bes.          | Bayley (C)                   | 11:11 |
| House-of-Horrors-Match                              | Bray Wyatt                                   | bes.          | Randy Orton                  | 44:06 |
| Singles-Match                                       | Seth Rollins                                 | bes.          | Samoa Joe                    | 15:57 |
| Singles-Match                                       | Braun Strowman                               | bes.          | Roman Reigns                 | 11:50 |